# Dale Carnegie
Dale Harbison Carnegie (Maryville, Missouri, 24 de novembre del 1888 – Nova York, 1 de novembre del 1955) fou un escriptor i conferenciant nord-americà, creador d'uns famosos cursos d'autoajuda. Nascut en la pobresa en una granja de l'estat de Missouri, el 1936 va escriure Com guanyar amics i influir sobre les persones, un èxit de vendes que encara és popular actualment.
Una de les idees centrals dels seus llibres és que és possible canviar la conducta d'altres persones canviant el nostre comportament cap a elles.

## Biografia
Dale Carnegie nasqué el 24 de novembre del 1888, en una granja a Maryville, Missouri. Fou el segon fill de James William Carnagey (1852–1941) i d'Amanda Elizabeth Harbison (1858–1939). Els primers estudis es realitzà a l'escola unitària de Bedison, al sud-est de Maryville, i en la de Rose Hill and Harmony, una altra escola rural, amb pocs mitjans, de la mateixa zona. Carnegie desenvoluparia una llarga amistat amb un company de classe, Homer Croy, també escriptor.
El 1904, als 16 anys, es traslladà amb els seus pares a Warrensburg, Missouri. Ja de jove gaudia parlant en públic, en els debats que promovia l'institut al qual anava. Al mateix temps, ajudava en la granja familiar, es llevava a les tres de la matinada per alimentar els porcs i munyir les vaques abans de sortir cap a l'institut. En aquella època s'interessà pel moviment cultural dels chautaqües, que fou molt popular en l'Amèrica rural del moment, i assistia a les seves assemblees. Finalitzà els estudis secundaris el 1906.

### Vida professional
Després es matriculà a l'escola de professorat de Warrensburg, on es graduà el 1908. Però va trobar feina com a venedor ambulant i acceptà ser representant de la marca Armour & Company, venent cansalada, sabó i llard per les granges. Tingué un èxit tan rotund com inesperat, ja que en aquell temps el país estava immers en una forta depressió econòmica i vendre qualsevol producte era una tasca feixuga. En conseqüència els seus caps li demanaren que fes xerrades amb altres venedors per explicar com s'ho feia. Ell bàsicament havia intuït que no es tractava d'explicar les virtuts dels productes sinó de guanyar-se la confiança dels compradors. Aviat passà de ser cap de vendes del territori del South Omaha, Nebraska, a esdevenir el cap de vendes de la companyia.
Quan tingué estalviats 500 dòlars, l'any 1911, Dale Carnegie deixà el món de les vendes amb la intenció de seguir el seu somni de ser un conferenciant chautauqua, però canvià d'idea i es matriculà en una acadèmia d'art dramàtic a Nova York. Actuà en una obra titulada Polly la del circ, que no tingué gaire èxit, fent gira per diverses poblacions. De tornada a Nova York, s'instal·là a l'alberg que la fundació YMCA tenia a la ciutat i persuadí el director que li permetés donar classes d'oratòria, de la qual només se'n quedaria el 20% i la resta del benefici seria per a la fundació. A la primera sessió, com que no tenia material, improvisà demanant que cada estudiant parlés sobre allò que els feia enrabiar i descobrí que amb aquesta tècnica aconseguia que els oradors perdessin la por de parlar en públic. El curs fou exitós ja que hi havia molta gent desitjosa de guanyar autoconfiança i això feu que pels volts del 1914, el seu salari fos de 500 dòlars a la setmana (uns 12.900 actuals).
En començar la primera guerra mundial fou cridat a files, però no fou soldat ja que es declarà objector de consciència; malgrat tot, durant el seu servei a Campament Upton, perdé un dit de la mà.
El 1916, Dale anuncià una conferència al Carnegie Hall, de la qual s'esgotaren totes les entrades i llavors prengué la decisió de canviar el seu cognom per fer honor al filantrop Andrew Carnegie, i perquè seria un cognom més fàcil de recordar. El primer llibre que aplegava els seus escrits es titulà Parlar en públic: curs pràctic per a homes de negocis (1926), que més tard seria publicat amb un altre títol Parlar en públic i influir en homes de negocis (1932) (en català Com parlar bé en públic). El 1936, l'editorial Simon & Schuster publicà Com fer amics i influir en les persones, el qual descrivia els punts febles de 150 oradors del seu temps i donava consells de com fer-ho bé. Fou un èxit de vendes des del primer dia. A la mort de Dale Carnegie, el llibre ja havia assolit cinc milions de vendes, traduït a 31 idiomes. Fou motiu d'inspiració perquè alguns psicòlegs com Daniel Goleman comencessin a parlar de l'existència de la intel·ligència emocional. Un altre llibre que es feu molt famós fou Com deixar de preocupar-se i començar a viure (1948).

### Vida personal
Es casà dues vegades, el primer matrimoni acabà en divorci el 1931, i el novembre del 1944, es casà a qui havia estat la seva secretària, Dorothy Price Vanderpool (1913–1998), que també era divorciada. Vanderpool ja tenia una filla del seu primer marit, Rosemary, i amb Dale en tingué una altra a la qual anomenaren Donna.
Dale Carnegie morí a causa de la malaltia de Hodgkin l'1 de novembre del 1955, a la seva llar de Forest Hills, a l'estat de New York. Fou enterrat al cementiri de Belton, al Comtat de Cass, Missouri.